# Mornington Peninsula National Park
Mornington Peninsula National Park är en ationalpark i Australien.   Den ligger i delstaten Victoria, i den sydöstra delen av landet, 500 km sydväst om huvudstaden Canberra. Mornington Peninsula National Park ligger 123 meter över havet. Arean är 26,9 kvadratkilometer.
Terrängen runt Mornington Peninsula National Park är lite kuperad. Havet är nära Mornington Peninsula National Park åt sydväst. Närmaste större samhälle är Rosebud West, 12,5 km norr om Mornington Peninsula National Park. 